# Norra Vallgatan, Malmö

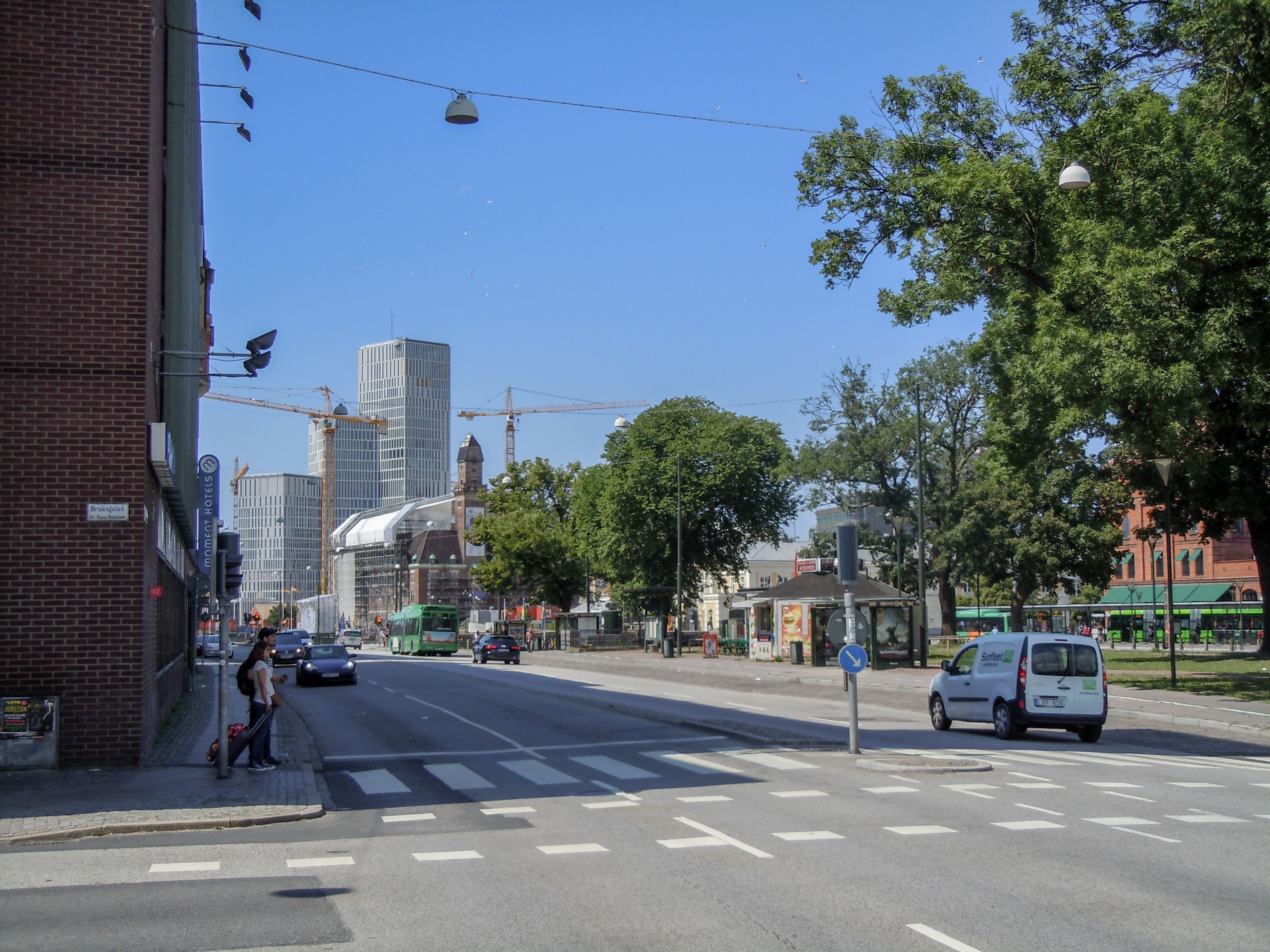
En del av Norra Vallgatan (2014).

Norra Vallgatan är en gata som sträcker sig längs norra sidan av  Gamla staden i Malmö från Slussbron till Slottsgatan.
Sträckningen, som delvis har medeltida ursprung, löpte i äldre tid norr om strandmuren och hade olika namn för olika sträckor. Namn för olika delar av gatan har varit Thet strede som löber langs udmed Stranden (1475), Strandstredet (1475), Vandhusstredet (wed stranden paa den nörre side optil byens mur) (1589, 1626, 1629, 1652, 1681, avser den norr nuvarande kvarteren Hans Michelsen och Skvalperup), Syndre Vandhus strede (1599, 1611, 1613, delen norr om kvarteret Skvalperup), Stor Vandhusstrede (1624, dito), Toldboestredet (1589, 1596, 1613, 1619, 1652, 1664, delen norr om nuvarande kvarteret Jörgen Kock), Ved Stranden (1652), Strandvallsgatan (1694), Vattenhussträtet (1709, 1710) och Norra Vallgatan (1768, 1773, 1864). 
När strandmuren ersattes av ett modernt befästningssystem försvann de olika gatunamnen och ersattes med Vallgatan. Denna gata reglerades i samband med raseringen av befästningsverken, vilket skedde omkring 1810–1832. Spårvägstrafik har bedrivits på Norra Vallgatans västra del (väster om Bruksgatan).